# Baulay
Baulay – miejscowość i gmina we Francji, w regionie Burgundia-Franche-Comté, w departamencie Górna Saona.
Według danych na rok 1990 gminę zamieszkiwało 338 osób, a gęstość zaludnienia wynosiła 41 osób/km² (wśród 1786 gmin Franche-Comté Baulay plasuje się na 425. miejscu pod względem liczby ludności, natomiast pod względem powierzchni na miejscu 545.).